# Pharmaberater
Der Pharmaberater dient in Deutschland als Bindeglied zwischen einem akademischen Heilberufler und pharmazeutischer Industrie, dessen Tätigkeit im Arzneimittelrecht geregelt ist. Er informiert und berät vom niedergelassenen Arzt und Apotheker über Kliniken bis hin zu Krankenkassen und Verbände im Rahmen der sogenannten Fachinformation über Arzneimittel, Medizinprodukte und Medizintechnik. Dabei werden im sogenannten medizinischen und gesundheitspolitischen Außendienst neueste Forschungsergebnisse, Produktentwicklung oder neue Therapie- und Versorgungsansätze ausgetauscht.
Der Pharmaberater steht dabei in enger Zusammenarbeit mit dem Innendienst, besonders mit dem Vertrieb, Marketing sowie der medizinisch-wissenschaftlichen Abteilung seines Pharmaunternehmens. Zusätzlich leistet er auch Kongressdienst und ist auf Messen und Veranstaltungen präsent und dort für die Stände eines Unternehmens und für die Akquise verantwortlich. Er berät dort insbesondere Ärzte oder hält Fachvorträge.
Der Pharmaberater benötigt ein umfangreiches medizinisches und pharmazeutisches Wissen sowie genaue Kenntnisse über das Produktportfolio seines Unternehmens sowie Kenntnisse jener Produkte, die dazu im Wettbewerb stehen. Als persönliche Voraussetzungen gelten Sozialkompetenz, besonders eine gute Kommunikationsfähigkeit und Rhetorik, aber auch ein gut entwickeltes Selbstbewusstsein und Selbstvertrauen, ein positives Erscheinungsbild sowie in der Regel ein Führerschein.
Da sich die gesetzlichen Vorgaben in den letzten Jahren stark verändert haben, muss man heute als Pharmaberater über ein hochspezialisiertes Fachwissen verfügen und auch juristische Kenntnisse mitbringen.
In Deutschland arbeiteten 2007 etwa 20.000 Pharmaberater im Außendienst. Dessen Beratung wurde in dem Jahr etwa 20 Millionen Mal in Anspruch genommen. Die damaligen Ausgaben der Pharmaunternehmen für die Pharmaberater beliefen sich auf rund 2,5 Milliarden Euro. Die Pharmaberatung gilt somit als einflussreichstes und gleichzeitig kostbarstes Werbemedium der Pharmaindustrie.

## Rechtliche Rahmenbedingungen
Um als Pharmaberater tätig werden zu können, muss nach § 75 Abs. 1 bis 2 Arzneimittelgesetz (AMG) eine der folgenden Ausbildungen abgeschlossen sein:
- abgeschlossenes Hochschulstudium der Pharmazie, der Chemie, der Biologie, der Humanmedizin oder der Veterinärmedizin.
- Ausbildung zum technischen Assistenten der Pharmazie (PTA), der Chemie (CTA), der Biologie (BTA), der Humanmedizin (MTA) oder der Veterinärmedizin (VTA).

Gemäß § 75 Abs. 3 kann nach einem Fortbildungslehrgang in Zusammenarbeit mit der Industrie- und Handelskammer (IHK) auch die Qualifikation als geprüfter Pharmareferent nachgewiesen werden. Außerdem kann die zuständige Behörde andere Ausbildungen als gleichwertig bestimmen.
Der Pharmaberater muss die geltenden Rechtsvorschriften, vor allem des AMG und Heilmittelwerbegesetzes (HWG), einhalten. Nach § 76 Abs. 1 AMG ist der Pharmaberater verpflichtet, im Rahmen der Pharmakovigilanz Mitteilungen von Angehörigen der Heilberufe über Nebenwirkungen und Gegenanzeigen oder sonstige Risiken bei Arzneimitteln schriftlich aufzuzeichnen und dem Auftraggeber schriftlich mitzuteilen, wodurch zugleich ein gesetzlicher Auftrag erfüllt wird.

## Einkommen
Ein durchschnittlicher Pharmaberater verdiente 2015 in Deutschland etwa 3000 € brutto im Monat. Anfänger beginnen mit ca. 2.500 € bei Dienstleistern und können sich dort auf bis zu ca. 3.800 € steigern. Bei einer Direkteinstellung in einem Pharmaunternehmen liegen die Anfangsgehälter etwas höher. Hinzu kommen regelmäßig (firmenabhängig) Prämien für erlangte Umsatzziele. Ein Firmenwagen der Mittelklasse gehört zum Standard. Gemäß www.hitec-consult.de belaufen sich die Jahresgehälter für Anfänger auf 35.000 €, für Professionals auf 60.000 € und für Topverdiener auf 110.000 €.

## Neue Entwicklungen
Seit einiger Zeit besteht der Trend, Pharmaberater nicht mehr direkt einzustellen, sondern die benötigten Mitarbeiter bei Dienstleistern (Leihaußendienst, contract sales organisation) zu mieten. Damit ist das Pharmaunternehmen flexibler in der Personalplanung. Viele Firmen benutzen diesen Weg, um neue Mitarbeiter zu finden, d. h., nach einer bestimmten Zeit können die Pharmaberater dann fest bei dem Pharmaunternehmen angestellt werden.